# كينزو كاتو
كينزو كاتو (باليابانية: 加藤賢三؛ بالكانا: かとう けんぞう) هو مصارع رياضي ياباني، ولد في 26 سبتمبر 1980 في آيتشي في اليابان.

## وصلات خارجية
- كينزو كاتو على موقع قاعدة بيانات المصارعة الدولية (الإنجليزية)
- كينزو كاتو على موقع أوليمبيديا (الإنجليزية)